# A1 Team Frankreich
Das A1 Team Frankreich (engl. Stilisierung: A1Team.France) war das französische Nationalteam in der A1GP-Serie. Es gewann in der Saison 2005/2006 den Titel.

## Geschichte
Das A1 Team Frankreich wurde von Jean Paul Driot gegründet, dessen Rennstall DAMS auch seit Beginn das Team ausrüstete (seit der vierten Saison unter dem Namen „Connor Racing“).
In der ersten Saison waren die Franzosen das dominierende Team. Nach einem zweiten Platz durch Alexandre Prémat im Sprintrennen in Brands Hatch konnte es bereits beim zweiten Rennwochenende auf dem EuroSpeedway Lausitz mit Nicolas Lapierre am Steuer den ersten Doppelsieg einfahren. Es folgten in der Saison vier weitere Doppelsiege (in Estoril, Sepang und Monterrey durch Prémat, in Eastern Creek Raceway durch Lapierre) sowie drei Einzelsiege (in Dubai und Sentul durch Lapierre, in Durban durch Prémat) und ein weiterer zweiter Platz (durch Lapierre in Laguna Seca). Bereits nach dem vorletzten Rennwochenende in Laguna Seca standen die Franzosen als Weltmeister fest, insgesamt erzielten sie 172 Punkte.

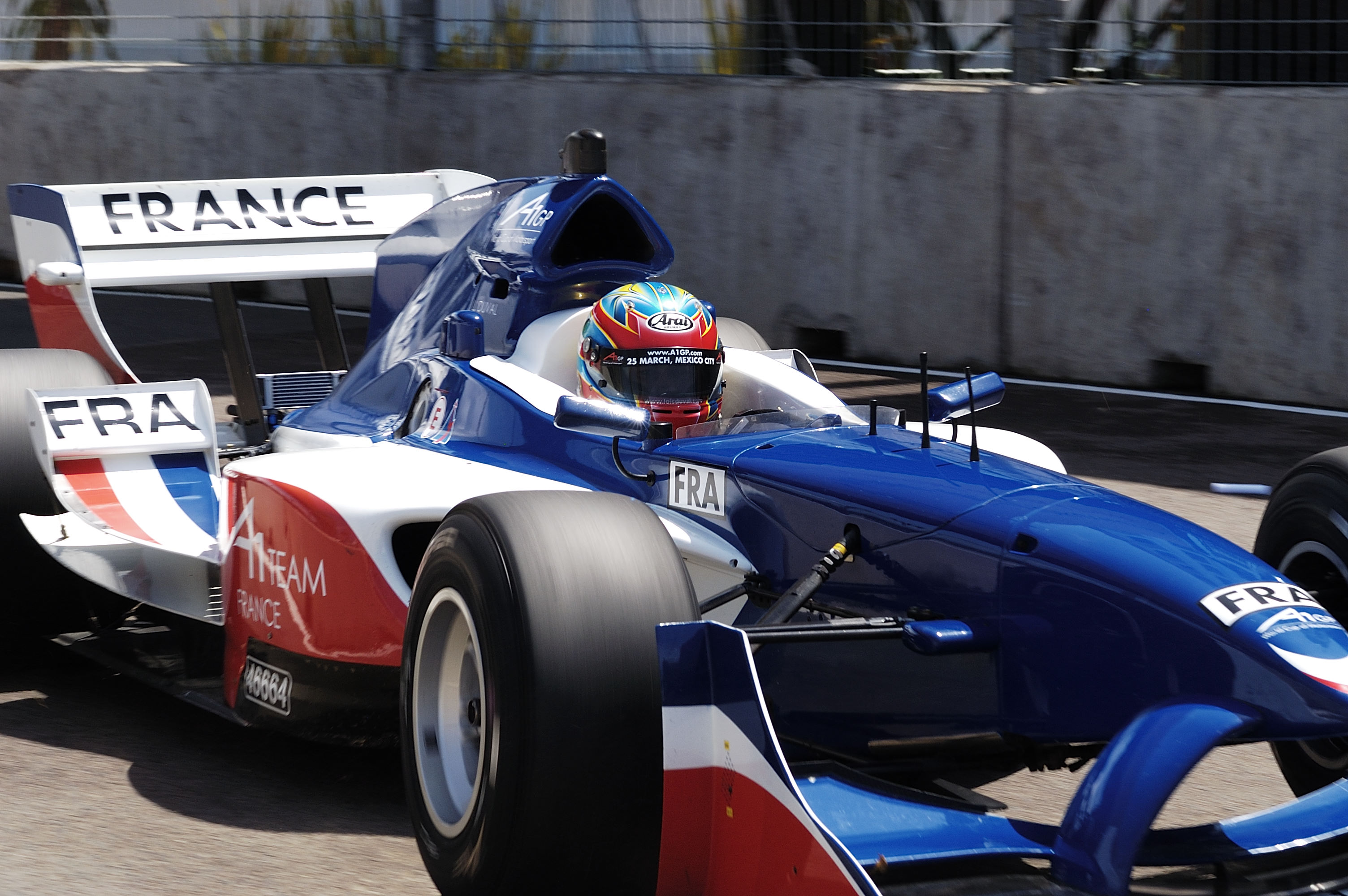
Durban A1 GP 2007

In der folgenden Saison konnte das Team nicht an die Erfolge aus der vorangegangenen Saison anknüpfen. Zwar konnten insgesamt acht Podestplatzierungen erreicht werden (vier dritte Plätze durch Nicolas Lapierre sowie drei zweite Plätze und ein dritter Platz durch Loïc Duval), ein Sieg blieb dem Team aber verwehrt. Es beendete die Saison auf dem vierten Gesamtplatz mit 67 Punkten.
In der dritten Saison befand sich das Team auf einem ähnlichen Niveau. Es konnte mit Loïc Duval am Steuer insgesamt sieben Podiumsplatzierungen erzielen, darunter auch einen Sieg im Sprintrennen in Eastern Creek – den ersten seit knapp zwei Jahren. In Durban sorgte das Team für ein Novum, indem es am Wochenende mit Nicolas Prost (Rookie-Training), Jonathan Cochet (zweites Training) und Duval (drittes Training, Qualifying und Rennen) gleich drei Fahrer einsetzte. Es beendete die Saison erneut auf der vierten Gesamtposition mit 118 Punkten.
Auch in der vierten Saison konnte das Team an seine vorherige Leistungsstärke anknüpfen. Nachdem beim Auftakt in Zandvoort durch Duval ein dritter Platz im Sprint- und der Sieg im Hauptrennen erzielt wurde, folgte mit einem zweiten Platz im Sepang-Sprintrennen ein weiteres Podiumsergebnis. Mit insgesamt fünf weiteren Punkteresultaten schloss das Team die Saison auf Gesamtrang fünf mit 47 Zählern ab.
Das A1 Team Frankreich hat an allen 39 Rennwochenenden der A1GP-Serie teilgenommen.

## Fahrer
Das A1 Team Frankreich setzte an Rennwochenenden sieben verschiedene Fahrer ein, von denen alle auch an den Rennen selbst teilnahmen. Außerdem kam beim zweiten offiziellen Test in Silverstone 2007 Guillaume Moreau zum Einsatz.
In der Liste der meisten Einzelsiege liegt Alexandre Prémat mit sieben (vier in Sprintrennen, drei in Hauptrennen) hinter Neel Jani und Nico Hülkenberg auf dem dritten Platz.

### Übersicht der Fahrer
| Fahrer            | RG | SR | HR | RS | 1. Pl.  | 2. Pl.  | 3. Pl.  | PP | SRR | Pkt. |
| ----------------- | -- | -- | -- | -- | ------- | ------- | ------- | -- | --- | ---- |
| Duval, Loïc       | 26 | 13 | 13 | 6  | 2 (1/1) | 8 (5/3) | 4 (3/1) | 2  | 2   | 169  |
| Lapierre, Nicolas | 23 | 11 | 12 | -  | 6 (3/3) | 1 (1/0) | 4 (2/2) | 2  | 2   | 126  |
| Prémat, Alexandre | 11 | 6  | 5  | -  | 7 (4/3) | 1 (1/0) | 0 (0/0) | 2  | 3   | 89   |
| Prost, Nicolas    | 8  | 4  | 4  | 11 | 0 (0/0) | 0 (0/0) | 0 (0/0) | 0  | 0   | 7    |
| Vernay, Jean-Karl | 4  | 2  | 2  | 3  | 0 (0/0) | 0 (0/0) | 0 (0/0) | 0  | 0   | 3    |
| Montagny, Franck  | 4  | 2  | 2  | -  | 0 (0/0) | 0 (0/0) | 0 (0/0) | 0  | 0   | 10   |
| Cochet, Jonathan  | 2  | 1  | 1  | 1  | 0 (0/0) | 0 (0/0) | 0 (0/0) | 0  | 0   | 0    |

Legende: RG = Rennen gesamt; SR = Sprintrennen; HR = Hauptrennen; RS = Rookie-Sessions; PP = Pole-Position; SRR = schnellste Rennrunde
Außerdem bestritt Jonathan Cochet in Durban 2007 das zweite Training.

## Ergebnisse
| Saison | 1         | 1         | 2          | 2          | 3       | 3       | 4          | 4          | 5       | 5       | 6          | 6          | 7          | 7          | 8         | 8         | 9         | 9         | 10        | 10        | 11        | 11        | Rang | Punkte |
| ------ | --------- | --------- | ---------- | ---------- | ------- | ------- | ---------- | ---------- | ------- | ------- | ---------- | ---------- | ---------- | ---------- | --------- | --------- | --------- | --------- | --------- | --------- | --------- | --------- | ---- | ------ |
| 05/06  | Brands H. | Brands H. | EuroSpeed. | EuroSpeed. | Estoril | Estoril | Eastern C. | Eastern C. | Sepang  | Sepang  | Dubai      | Dubai      | Durban     | Durban     | Sentul    | Sentul    | Monterrey | Monterrey | Laguna S. | Laguna S. | Shanghai  | Shanghai  | 1.   | 172    |
| 05/06  | 2 PRÉ     | DNS PRÉ   | 1 LAP      | 1 LAP      | 1 PRÉ   | 1 PRÉ   | 1 LAP      | 1 LAP      | 1 PRÉ   | 1 PRÉ   | 7 LAP      | 1 LAP      | 1 PRÉ      | 8 PRÉ      | 1 LAP     | 8 LAP     | 1 PRÉ     | 1 PRÉ     | 2 LAP     | 14 LAP    | 7 PRÉ     | 6 LAP     | 1.   | 172    |
| 06/07  | Zandvoort | Zandvoort | Brno       | Brno       | Peking  | Peking  | Sepang     | Sepang     | Sentul  | Sentul  | Taupo      | Taupo      | Eastern C. | Eastern C. | Durban    | Durban    | Mexiko-S. | Mexiko-S. | Shanghai  | Shanghai  | Brands H. | Brands H. | 4.   | 67     |
| 06/07  | 3 LAP     | 19 LAP    | 3 LAP      | 23 LAP     | 17 LAP  | 4 LAP   | 6 LAP      | 3 LAP      | 7 LAP   | 3 LAP   | 2 DUV      | 2 DUV      | 3 DUV      | 9 DUV      | 2 DUV     | 20 DUV    | 19 VER    | 20 VER    | 22 VER    | 8 VER     | 4 DUV     | 7 DUV     | 4.   | 67     |
| 07/08  | Zandvoort | Zandvoort | Brno       | Brno       | Sepang  | Sepang  | Zhuhai     | Zhuhai     | Taupo   | Taupo   | Eastern C. | Eastern C. | Durban     | Durban     | Mexiko-S. | Mexiko-S. | Shanghai  | Shanghai  | Brands H. | Brands H. | ---       | ---       | 4.   | 118    |
| 07/08  | 2 DUV     | 5 DUV     | 6 LAP      | 5 LAP      | 2 DUV   | 2 DUV   | 8 DUV      | 7 DUV      | 3 DUV   | 3 DUV   | 1 DUV      | 21 DUV     | 11 DUV     | 2 DUV      | 12 COC    | 13 COC    | 12 MON    | 8 MON     | 10 MON    | 5 MON     |           |           | 4.   | 118    |
| 08/09  | Zandvoort | Zandvoort | Chengdu    | Chengdu    | Sepang  | Sepang  | Taupo      | Taupo      | Kyalami | Kyalami | Algarve    | Algarve    | Brands H.  | Brands H.  | ---       | ---       | ---       | ---       | ---       | ---       | ---       | ---       | 5.   | 47     |
| 08/09  | 3 DUV     | 1 DUV     | 8 PRO      | 18 PRO     | 2 DUV   | 14 DUV  | 4 DUV      | 6 DUV      | 10 PRO  | 18 PRO  | 13 PRO     | 6 PRO      | 9 PRO      | 10 PRO     |           |           |           |           |           |           |           |           | 5.   | 47     |

| Legende  | Legende            | Legende                                                          |
| Farbe    | Abkürzung          | Bedeutung                                                        |
| -------- | ------------------ | ---------------------------------------------------------------- |
| Gold     | –                  | Sieg                                                             |
| Silber   | –                  | 2. Platz                                                         |
| Bronze   | –                  | 3. Platz                                                         |
| Grün     | –                  | Platzierung in den Punkten                                       |
| Blau     | –                  | Klassifiziert außerhalb der Punkteränge                          |
| Violett  | DNF                | Rennen nicht beendet (did not finish)                            |
| Violett  | NC                 | nicht klassifiziert (not classified)                             |
| Rot      | DNQ                | nicht qualifiziert (did not qualify)                             |
| Rot      | DNPQ               | in Vorqualifikation gescheitert (did not pre-qualify)            |
| Schwarz  | DSQ                | disqualifiziert (disqualified)                                   |
| Weiß     | DNS                | nicht am Start (did not start)                                   |
| Weiß     | WD                 | zurückgezogen (withdrawn)                                        |
| Hellblau | PO                 | nur am Training teilgenommen (practiced only)                    |
| Hellblau | TD                 | Freitags-Testfahrer (test driver)                                |
| ohne     | DNP                | nicht am Training teilgenommen (did not practice)                |
| ohne     | INJ                | verletzt oder krank (injured)                                    |
| ohne     | EX                 | ausgeschlossen (excluded)                                        |
| ohne     | DNA                | nicht erschienen (did not arrive)                                |
| ohne     | C                  | Rennen abgesagt (cancelled)                                      |
| ohne     | keine WM-Teilnahme |                                                                  |
| sonstige | P/fett             | Pole-Position                                                    |
| sonstige | 1/2/3/4/5/6/7/8    | Punktplatzierung im Sprint-/Qualifikationsrennen                 |
| sonstige | SR/kursiv          | Schnellste Rennrunde                                             |
| sonstige | *                  | nicht im Ziel, aufgrund der zurückgelegten Distanz aber gewertet |
| sonstige | ()                 | Streichresultate                                                 |
| sonstige | unterstrichen      | Führender in der Gesamtwertung                                   |